# Barbara Morrison
Barbara Morrison (Ypsilanti, Míchigan, 10 de septiembre de 1949-Los Ángeles, 16 de marzo de 2022) fue una cantante estadounidense de música jazz.

## Biografía
Nació en Ypsilanti (Míchigan) pero creció en Romulus, Míchigan, debutó como cantante a los diez años en una emisora de radio de Detroit. En 1973, con veintitrés años, se mudó a Los Ángeles, donde cantó con la banda de Eddie "Cleanhead" Vinson. Desde mediados de los años 1970 y comienzos de los años 1990, grabó numerosos álbumes con Johnny Otis.
En 1986, formó parte de la vertiginosa gira de la Philip Morris Superband, que la llevó a actuar en apenas un mes en Canadá, Australia, Japón y Filipinas, compartiendo escenario con el teclista Jimmy Smith, el saxofonista James Moody, el guitarrista Kenny Burrell, el trompetiesta Jon Faddis y el batería Grady Tate. También actuó por todo Estados Unidos, encabezando junto a otras estrellas, una gira tributo al compositor Harold Arlen (conocido por haber escrito la música de la película El mago de Oz). En 1995, colaboró en un espectáculo de televisión, tributo a Ella Fitzgerald, junto a Mel Tormé, Diane Reeves, Stevie Wonder, Chaka Khan, Tony Bennett, Dionne Warwick y Lou Rawls. 
A lo largo de su carrera, actuó junto a muchos de los más renombrados músicos de jazz y blues, tales como Gerald Wilson, Dizzy Gillespie, Ray Charles, James Moody, Ron Carter, Etta James, Esther Phillips, David T. Walker, Jimmy Smith, Dr. John, Kenny Burrell, Terence Blanchard, Joe Sample, Cedar Walton, Nancy Wilson, Joe Williams, Tony Bennett y Keb' Mo. Morrison también fue artista invitada en bandas como Count Basie Orchestra, Clayton-Hamilton Orchestra y la Doc Severinsen's Big Band. También a pisado los escenarios de los más prestigiosos festivales de jazz del mundo, como el Festival de Jazz de Montreux o el Festival de Blues de Long Beach.

## Discografía
- Doing All Right (Aris/Mons, 1993)
- Blues For Ella: Live (con the Thilo Berg Big Band) (Mons, 1995)
- I'm Gettin' 'Long All Right (Chartmaker, 1997)
- I Know How To Do It (Chartmaker, 1998)
- Visit Me (Chartmaker, 1999)
- Ooh-Shoobie-Doo! (con Johnny Otis & his band) (J & T, 2000)
- Live Down Under (Blue Lady, 2000)
- Thinking Of You, Joe (Blue Lady, 2002) - Álbum tributo a Joe Williams.
- Live At The 9:20 Special (con Danny Caron, Ruth Davies, Charles McNeal, John Haynes, Steve Campos, John R. Burr) (Springboard Productions, 2002)
- Barbara Morrison (Arietta Discs, 2003)
- Live At The Dakota (con Junior Mance, Earl May, Jackie Williams, Houston Person) (Dakota Live, 2005)
- Double Standards (Blue Lady, 2006)
- Los Angeles, Los Angeles, The City By The Sea (Garrison, 2008)
- By Request: Volume One (Fertility, 2011)
- By Request: Volume Two (Fertility, 2011)
- A Sunday Kind Of Love (Savant, 2013)
- I Love You, Yes I Do (Savant, 2014)
- The L.A. Treasures Project: Live At Alvas Showroom (con the Clayton-Hamilton Jazz Orchestra) (Capri, 2014)
- The Road To Love (con el Kenny Burrell's quintet) (HighNote, 2015)
- I Wanna Be Loved (con la colaboración de Houston Person) (Savant, 2017)

### Colaboraciones
- Prime Time - Jimmy Smith (Milestone, 1989)
- Swingin' The Blues - Doc Severinsen & His Big Band (Azica, 1999)
- Sweet Spot - Mark Winkler (Cafe Pacific, 2011)